# Martin Quigley (editor)

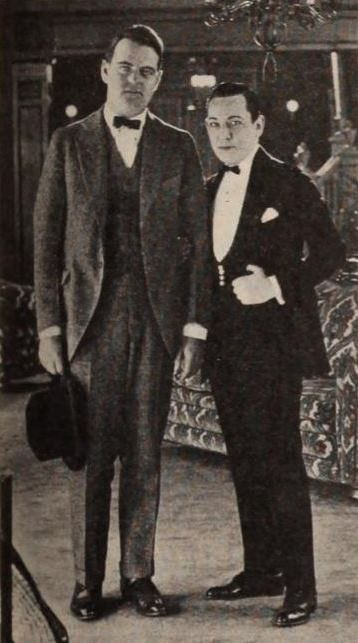
Martin Quigley (stânga) și actorul Carter DeHaven în 1920

Martin Joseph Quigley Sr. (n. 6 mai 1890, Cleveland, Ohio, SUA – d. 4 mai 1964) a fost un jurnalist și editor american de reviste de cinema. A achiziționat Exhibitors Herald, care a devenit în următoarele două decenii o publicație comercială importantă a industriei cinematografice americane. El a fost, de asemenea, fondatorul editurii Quigley Publishing.

## Cariera publicistică și jurnalistică
Născut în Cleveland, Ohio, Quigley a achiziționat publicația comercială cinematografică Exhibitors Herald în 1915. Doi ani mai târziu a achiziționat o publicație cu profil similar intitulată Motography, realizând o fuziune a celor două reviste. În decembrie 1927 a achiziționat revista The Moving Picture World și, după o nouă fuziune, a început să publice revista Exhibitors Herald and Moving Picture World, al cărei nume a fost scurtat ulterior ca Exhibitors Herald World. După ce a achiziționat Motion Picture News în 1930, a fuzionat toate aceste publicații pentru a forma Motion Picture Herald.
La scurt timp după această fuziune, Quigley a contopit celelalte trei publicații rămase, Exhibitors Trade Review, Exhibitors Daily Review și Motion Pictures Today pentru a forma Motion Picture Daily.
În 1929 a publicat prima ediție a almanahului The Motion Picture Almanac, care, începând de atunci, a apărut anual.

## Rolul său în elaborarea Codului de producție a filmelor
Quigley a fost un susținător activ și coautor al Codului de producție cinematografică, care a reglementat conținutul filmelor realizate de studiourile de la Hollywood începând din anii 1930 și până în anii 1960. Catolic devotat, el a început să facă lobby în anii 1920 pentru un cod mai extins care nu numai că enumera materiale care erau considerate nepotrivite pentru filme, ci conținea și un set de principii morale pe care filmele trebuiau să-l promoveze – în special un set de principii morale inspirate din teologia catolică.
El l-a recrutat pe părintele Daniel Lord, preot iezuit și profesor la Universitatea Catolică Saint Louis, pentru a scrie un astfel de cod și la 31 martie 1930 consiliul de administrație al Motion Picture Producers and Distributors Association l-a adoptat în mod formal. Această versiune originală a fost cunoscută în mod popular sub numele de Codul Hays, dar acest cod și variantele cu modificări ulterioare sunt acum denumite în mod obișnuit Codul de producție.

## Viața personală și moartea
Quigley a avut opinii conservatoare ferme, în special în ceea ce privește industria cinematografică. Fiul său, Martin Quigley Jr., care i-a împărtășit opiniile, s-a implicat activ în redactarea și publicarea diferitelor periodice înființate de tatăl său, dar a avut o influență mult mai redusă din cauza schimbării vremurilor și a căderii în desuetudine a Codului de producție cinematografică.
Quigley Sr. a murit la Centrul Medical Catolic „Saint Vincent” din Manhattan în 1964, cu două zile înainte de a împlini vârsta de 74 de ani.